# Kilgoot

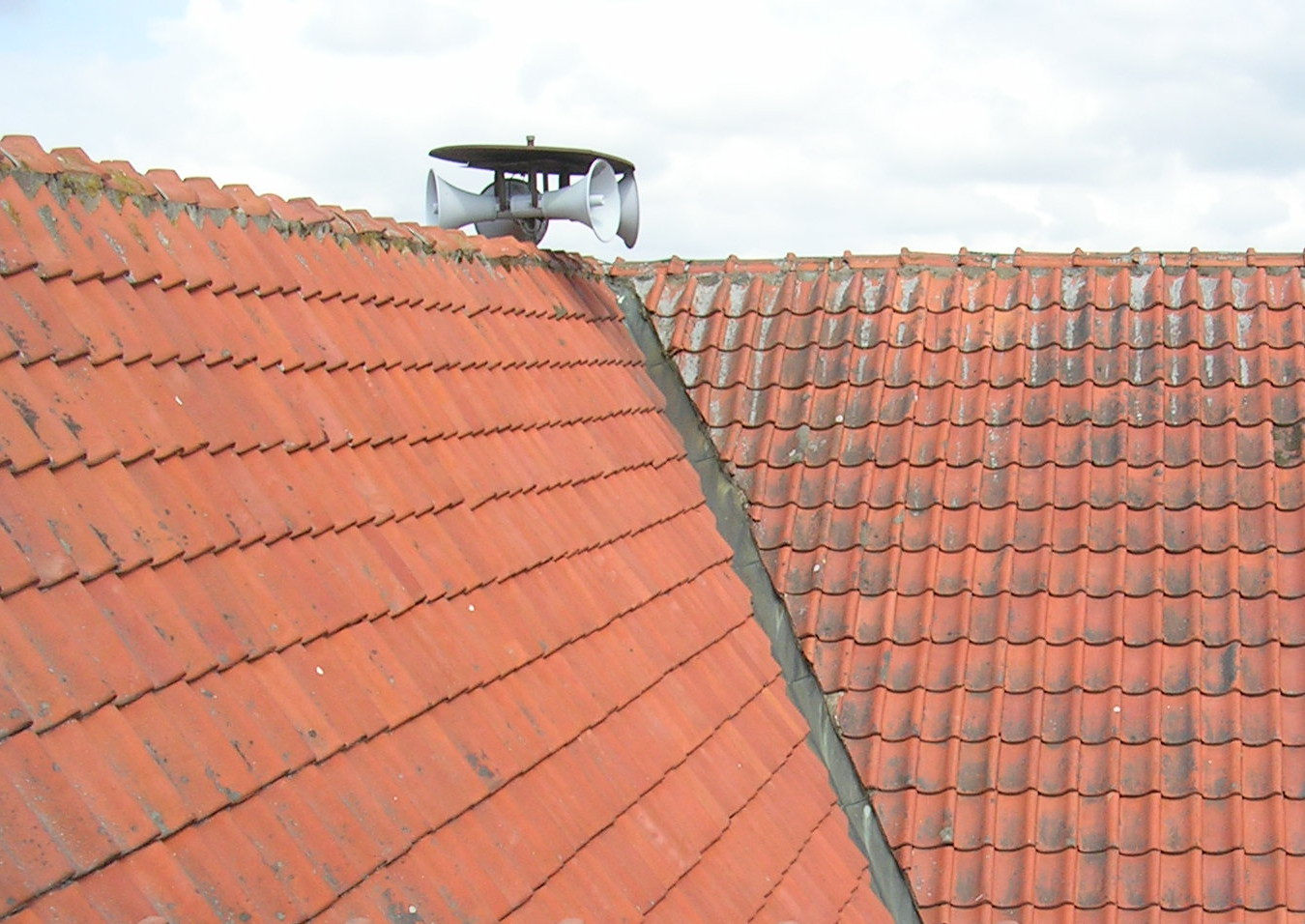
Kilgoot bij dakpannen.

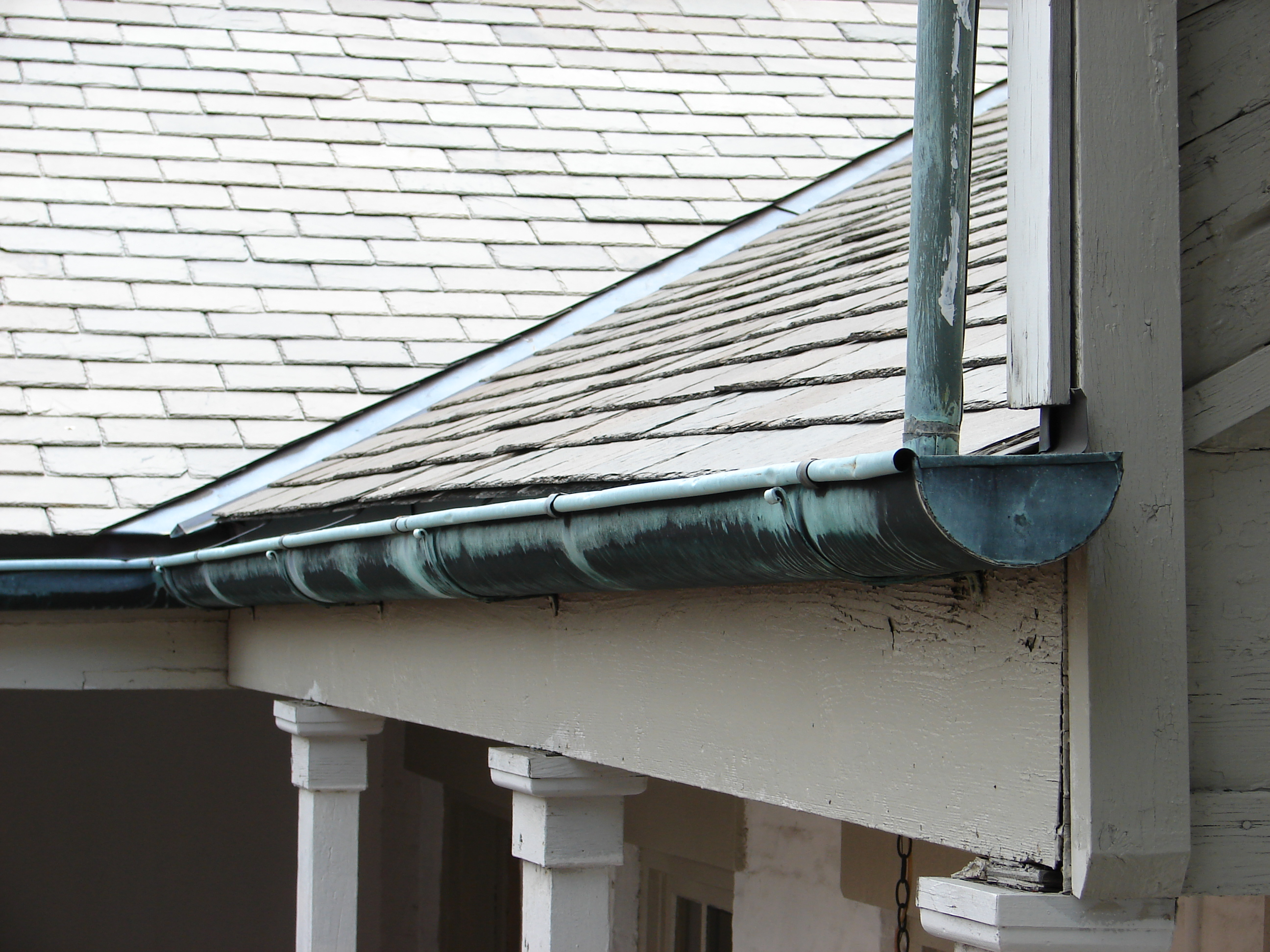
Kilgoot bij leien.

Een kilgoot is een dakgoot die in een zogeheten kilkeper loopt. Dit type goot loost meestal, tussen twee naar binnen gerichte dakvlakken, het water uit neerslag schuin naar beneden af in een lager gelegen goot. 
De lijn waar twee schuine dakvlakken elkaar ontmoeten, wordt de "snijlijn" genoemd. Een snijlijn in een buitenhoek heet een hoekkeper, een snijlijn in een binnenhoek heet een kilkeper.

## Constructie
De kilgoot, die vaak van zink is gemaakt, ligt op de "kilgootbodem". Deze bodem is opgebouwd uit planken. De kilgootbodem ligt op bijvoorbeeld de gordingen die de dakafwerking (sporen, beschot of dakelementen) dragen. Gordingen liggen op draagconstructies zoals muren, (half)spanten, of kilkeper-hoekkeper spanten of combinaties daarvan.
Indien hoek- en kilkeper in de plattegrond van de dakconstructie in elkaars verlengde liggen, wordt veelal één spant onder zowel de hoekkeper als de kilkeper geplaatst. Ook kunnen hoek- en/of kilkeper worden gedragen door uitkragende gordingen die zijn opgelegd in bijvoorbeeld spanten of muren.
Hoewel het esthetisch minder fraai kan zijn wordt geadviseerd de kilgoot voldoende ruimte te geven en niet te veel met dakbedekking te overbouwen. De reden hiervoor is dat de kilgoot anders te snel verstopt kan raken door bijvoorbeeld bladeren.